# Coppa Europa di sci alpino 2017
La Coppa Europa di sci alpino 2017 è stata la 46ª edizione della manifestazione organizzata dalla Federazione Internazionale Sci. È iniziata per gli uomini il 29 novembre 2016 a Levi in Finlandia con un slalom speciale, mentre il 4 dicembre si è inaugurata a Trysil in Norvegia con uno slalom gigante la stagione femminile. La competizione si è conclusa il 19 marzo a San Candido, in Italia.
In campo maschile sono state disputate tutte le 38 gare in programma (7 discese libere, 7 supergiganti, 10 slalom giganti, 10 slalom speciali, 3 combinate, 1 slalom parallelo), in 18 diverse località. Lo svizzero Gilles Roulin si è aggiudicato sia la classifica generale, sia quelle di discesa libera e di supergigante; i suoi connazionali Elia Zurbriggen, Reto Schmidiger e Stefan Rogentin hanno vinto rispettivamente quelle di slalom gigante, di slalom speciale e di combinata. Il norvegese Bjørnar Neteland era il detentore uscente del trofeo generale.
In campo femminile sono state disputate tutte le 35 gare in programma (7 discese libere, 6 supergiganti, 9 slalom giganti, 9 slalom speciali, 3 combinate, 1 slalom parallelo), in 14 diverse località. La norvegese Kristina Riis-Johannessen si è aggiudicata la classifica generale; l'austriaca Sabrina Maier ha vinto quella di discesa libera, la sua connazionale Nadine Fest quelle di supergigante e di combinata, la norvegese Kristin Lysdahl quella di slalom gigante, la svedese Anna Swenn Larsson quella di slalom speciale. La norvegese Maren Skjøld era la detentrice uscente del trofeo generale.

## Uomini

### Risultati
| Data             | Località        | Nazione    | Spec. | Primo                                                      | Secondo                  | Terzo                             |
| ---------------- | --------------- | ---------- | ----- | ---------------------------------------------------------- | ------------------------ | --------------------------------- |
| 29 novembre 2016 | Levi            | Finlandia  | SL    | Leif Kristian Haugen                                       | Jonathan Nordbotten      | Reto Schmidiger                   |
| 30 novembre 2016 | Levi            | Finlandia  | SL    | Marc Digruber                                              | Mark Engel               | Leif Kristian Haugen              |
| 3 dicembre 2016  | Gällivare       | Svezia     | GS    | Cyprien Sarrazin                                           | Eemeli Pirinen           | Simon Maurberger                  |
| 14 dicembre 2016 | Obereggen       | Italia     | SL    | Loïc Meillard                                              | Jean-Baptiste Grange     | Daniel Yule                       |
| 15 dicembre 2016 | Val di Fassa    | Italia     | SL    | Daniel Yule                                                | Jean-Baptiste Grange     | Tommaso Sala                      |
| 17 dicembre 2016 | Plan de Corones | Italia     | PR    | Reto Schmidiger                                            | Maxime Rizzo             | Emil Johansson                    |
| 20 dicembre 2016 | Reiteralm       | Austria    | SG    | Bjørnar Neteland                                           | Gian Luca Barandun       | Thomas Dreßen                     |
| 21 dicembre 2016 | Reiteralm       | Austria    | SG    | Christoph Krenn                                            | Mauro Caviezel           | Christian Walder                  |
| 6 gennaio 2017   | Wengen          | Svizzera   | SG    | Mattia Casse                                               | Niklas Köck              | Daniel Hemetsberger Gilles Roulin |
| 7 gennaio 2017   | Wengen          | Svizzera   | SG    | Mattia Casse                                               | Thomas Biesemeyer        | Stefan Rogentin                   |
| 9 gennaio 2017   | Davos           | Svizzera   | GS    | Marcus Monsen                                              | Samu Torsti              | Rasmus Windingstad                |
| 10 gennaio 2017  | Davos           | Svizzera   | GS    | Samu Torsti                                                | Rasmus Windingstad       | Marcel Mathis                     |
| 11 gennaio 2017  | Zell am See     | Austria    | SL    | Matej Vidović                                              | Ramon Zenhäusern         | Leif Kristian Haugen              |
| 12 gennaio 2017  | Zell am See     | Austria    | SL    | Leif Kristian Haugen Thomas Hettegger Christian Hirschbühl |                          |                                   |
| 16 gennaio 2017  | Kitzbühel       | Austria    | DH    | Gilles Roulin                                              | Adrian Smiseth Sejersted | Nicolas Raffort                   |
| 19 gennaio 2017  | Val-d'Isère     | Francia    | GS    | Cyprien Sarrazin                                           | Samu Torsti              | Rasmus Windingstad                |
| 20 gennaio 2017  | Val-d'Isère     | Francia    | GS    | Gino Caviezel                                              | Cyprien Sarrazin         | Marcel Mathis                     |
| 23 gennaio 2017  | Méribel         | Francia    | SG    | Gilles Roulin                                              | Adrian Smiseth Sejersted | Stefan Rogentin                   |
| 24 gennaio 2017  | Méribel         | Francia    | KB    | Marcus Monsen                                              | Bjørnar Neteland         | Gino Caviezel                     |
| 26 gennaio 2017  | Méribel         | Francia    | DH    | Johannes Kröll                                             | Sebastian Arzt           | Matteo De Vettori                 |
| 27 gennaio 2017  | Méribel         | Francia    | DH    | Gilles Roulin                                              | Stefan Rogentin          | Werner Heel                       |
| 1º febbraio 2017 | Hinterstoder    | Austria    | KB    | Gilles Roulin                                              | Stefan Rogentin          | Guglielmo Bosca                   |
| 2 febbraio 2017  | Hinterstoder    | Austria    | DH    | Gilles Roulin                                              | Gian Luca Barandun       | Daniel Danklmaier                 |
| 2 febbraio 2017  | Hinterstoder    | Austria    | DH    | Gilles Roulin                                              | Christian Walder         | Manuel Schmid                     |
| 3 febbraio 2017  | Hinterstoder    | Austria    | SG    | Gilles Roulin                                              | Niklas Köck              | Christopher Neumayer              |
| 8 febbraio 2017  | Jasná           | Slovacchia | GS    | Rasmus Windingstad                                         | Gino Caviezel            | Samu Torsti                       |
| 9 febbraio 2017  | Jasná           | Slovacchia | GS    | Elia Zurbriggen                                            | Cyprien Sarrazin         | Gino Caviezel                     |
| 11 febbraio 2017 | Zakopane        | Polonia    | SL    | Reto Schmidiger                                            | Matej Vidović            | Dominik Stehle                    |
| 12 febbraio 2017 | Zakopane        | Polonia    | SL    | Marc Digruber                                              | Marc Rochat              | Christian Hirschbühl              |
| 17 febbraio 2017 | Oberjoch        | Germania   | GS    | Elia Zurbriggen                                            | Daniel Meier             | Marcel Mathis                     |
| 18 febbraio 2017 | Oberjoch        | Germania   | GS    | Cyprien Sarrazin                                           | Loïc Meillard            | Elia Zurbriggen                   |
| 19 febbraio 2017 | Oberjoch        | Germania   | SL    | Marc Digruber                                              | Marc Rochat              | Riccardo Tonetti                  |
| 20 febbraio 2017 | Sarentino       | Italia     | SG    | Christian Walder                                           | Gian Luca Barandun       | Johannes Kröll                    |
| 22 febbraio 2017 | Sarentino       | Italia     | DH    | Joachim Puchner                                            | Ramon Zürcher            | Manuel Schmid                     |
| 23 febbraio 2017 | Sarentino       | Italia     | DH    | Johannes Kröll                                             | Stefan Rogentin          | Daniel Hemetsberger               |
| 23 febbraio 2017 | Sarentino       | Italia     | KB    | Sandro Simonet                                             | Daniel Danklmaier        | Dominik Schwaiger                 |
| 18 marzo 2017    | San Candido     | Italia     | GS    | Elia Zurbriggen                                            | Samu Torsti              | Daniel Meier                      |
| 19 marzo 2017    | San Candido     | Italia     | SL    | Marc Rochat                                                | Matej Vidović            | Reto Schmidiger                   |

Legenda:

DH = discesa libera

SG = supergigante

GS = slalom gigante

SL = slalom speciale

KB = combinata

PR = slalom parallelo

### Classifiche

#### Generale
| Pos. | Nome                 | Nazione  | Punti |
| ---- | -------------------- | -------- | ----- |
| 1    | Gilles Roulin        | Svizzera | 1060  |
| 2    | Stefan Rogentin      | Svizzera | 691   |
| 3    | Marcus Monsen        | Norvegia | 637   |
| 4    | Gian Luca Barandun   | Svizzera | 609   |
| 5    | Christian Hirschbühl | Austria  | 597   |
| 6    | Niklas Köck          | Austria  | 566   |
| 7    | Johannes Kröll       | Austria  | 561   |
| 8    | Cyprien Sarrazin     | Francia  | 560   |
| 9    | Rasmus Windingstad   | Norvegia | 552   |
| 10   | Elia Zurbriggen      | Svizzera | 541   |

#### Discesa libera
| Pos. | Nome               | Nazione  | Punti |
| ---- | ------------------ | -------- | ----- |
| 1    | Gilles Roulin      | Svizzera | 445   |
| 2    | Johannes Kröll     | Austria  | 312   |
| 3    | Manuel Schmid      | Germania | 294   |
| 4    | Stefan Rogentin    | Svizzera | 289   |
| 5    | Gian Luca Barandun | Svizzera | 236   |

#### Supergigante
| Pos. | Nome               | Nazione  | Punti |
| ---- | ------------------ | -------- | ----- |
| 1    | Gilles Roulin      | Svizzera | 357   |
| 2    | Niklas Köck        | Austria  | 337   |
| 3    | Gian Luca Barandun | Svizzera | 278   |
| 4    | Christoph Krenn    | Austria  | 247   |
| 5    | Mattia Casse       | Italia   | 236   |

#### Slalom gigante
| Pos. | Nome               | Nazione   | Punti |
| ---- | ------------------ | --------- | ----- |
| 1    | Elia Zurbriggen    | Svizzera  | 541   |
| 2    | Samu Torsti        | Finlandia | 522   |
| 3    | Cyprien Sarrazin   | Francia   | 505   |
| 4    | Rasmus Windingstad | Norvegia  | 436   |
| 5    | Marcus Monsen      | Norvegia  | 350   |

#### Slalom speciale
| Pos. | Nome                 | Nazione  | Punti |
| ---- | -------------------- | -------- | ----- |
| 1    | Reto Schmidiger      | Svizzera | 432   |
| 2    | Marc Digruber        | Austria  | 421   |
| 3    | Christian Hirschbühl | Austria  | 417   |
| 4    | Leif Kristian Haugen | Norvegia | 399   |
| 5    | Matej Vidović        | Croazia  | 352   |

#### Combinata
| Pos. | Nome              | Nazione  | Punti |
| ---- | ----------------- | -------- | ----- |
| 1    | Stefan Rogentin   | Svizzera | 145   |
| 2    | Daniel Danklmaier | Austria  | 144   |
| 3    | Gilles Roulin     | Austria  | 120   |
| 4    | Marcus Monsen     | Norvegia | 100   |
| 4    | Sandro Simonet    | Svizzera | 100   |

## Donne

### Risultati
| Data             | Località                     | Nazione  | Spec. | Prima                     | Seconda                   | Terza                     |
| ---------------- | ---------------------------- | -------- | ----- | ------------------------- | ------------------------- | ------------------------- |
| 4 dicembre 2016  | Trysil                       | Norvegia | GS    | Kristin Lysdahl           | Simone Wild               | Elisabeth Kappaurer       |
| 5 dicembre 2016  | Trysil                       | Norvegia | SL    | Maren Skjøld              | Chiara Mair               | Katharina Gallhuber       |
| 6 dicembre 2016  | Trysil                       | Norvegia | SL    | Maren Wiesler             | Chiara Mair               | Katharina Gallhuber       |
| 8 dicembre 2016  | Lillehammer Kvitfjell        | Norvegia | GS    | Clara Direz               | Kristin Lysdahl           | Camille Rast              |
| 9 dicembre 2016  | Lillehammer Kvitfjell        | Norvegia | SG    | Dajana Dengscherz         | Kajsa Vickhoff Lie        | Kristin Lysdahl           |
| 10 dicembre 2016 | Lillehammer Kvitfjell        | Norvegia | KB    | Kristina Riis-Johannessen | Rahel Kopp                | Nadine Fest               |
| 15 dicembre 2016 | Andalo                       | Italia   | GS    | Simone Wild               | Elisabeth Kappaurer       | Kristin Lysdahl           |
| 16 dicembre 2016 | Andalo                       | Italia   | SL    | Resi Stiegler             | Maren Skjøld              | Katharina Gallhuber       |
| 17 dicembre 2016 | Plan de Corones              | Italia   | PR    | Katharina Gallhuber       | Meta Hrovat               | Anna Swenn Larsson        |
| 10 gennaio 2017  | Saalbach-Hinterglemm         | Austria  | DH    | Christina Ager            | Federica Sosio            | Kristin Lysdahl           |
| 11 gennaio 2017  | Saalbach-Hinterglemm         | Austria  | DH    | Christina Ager            | Katja Grossmann           | Laura Pirovano            |
| 16 gennaio 2017  | Zinal                        | Svizzera | GS    | Kristina Riis-Johannessen | Meta Hrovat               | Kristin Lysdahl           |
| 17 gennaio 2017  | Zinal                        | Svizzera | GS    | Jessica Hilzinger         | Kristina Riis-Johannessen | Kristin Lysdahl           |
| 19 gennaio 2017  | Melchsee-Frutt               | Svizzera | SL    | Maren Wiesler             | Anna Swenn Larsson        | Christina Geiger          |
| 20 gennaio 2017  | Melchsee-Frutt               | Svizzera | SL    | Jessica Hilzinger         | Marina Wallner            | Katharina Gallhuber       |
| 24 gennaio 2017  | Davos                        | Svizzera | DH    | Kristina Riis-Johannessen | Kristin Lysdahl           | Sabrina Maier             |
| 25 gennaio 2017  | Davos                        | Svizzera | DH    | Sabrina Maier             | Christina Ager            | Kristina Riis-Johannessen |
| 26 gennaio 2017  | Davos                        | Svizzera | SG    | Stephanie Brunner         | Laura Gauché              | Rosina Schneeberger       |
| 27 gennaio 2017  | Davos                        | Svizzera | SG    | Nadine Fest               | Anna Hofer                | Kristin Lysdahl           |
| 30 gennaio 2017  | Châtel                       | Francia  | KB    | Nadine Fest               | Rosina Schneeberger       | Estelle Alphand           |
| 30 gennaio 2017  | Châtel                       | Francia  | SG    | Nadine Fest               | Rosina Schneeberger       | Kristina Riis-Johannessen |
| 1º febbraio 2017 | Châtel                       | Francia  | SG    | Kristina Riis-Johannessen | Sabrina Maier             | Anna Hofer                |
| 2 febbraio 2017  | Châtel                       | Francia  | GS    | Kristin Lysdahl           | Kristina Riis-Johannessen | Laura Pirovano            |
| 3 febbraio 2017  | Châtel                       | Francia  | GS    | Tina Robnik               | Kristin Lysdahl           | Meta Hrovat               |
| 9 febbraio 2017  | Bad Wiessee                  | Germania | SL    | Mélanie Meillard          | Šárka Záhrobská           | Anna Swenn Larsson        |
| 10 febbraio 2017 | Bad Wiessee                  | Germania | SL    | Mélanie Meillard          | Resi Stiegler             | Anna Swenn Larsson        |
| 12 febbraio 2017 | Göstling an der Ybbs/Hochkar | Austria  | GS    | Tina Robnik               | Jessica Hilzinger         | Elisabeth Kappaurer       |
| 13 febbraio 2017 | Göstling an der Ybbs/Hochkar | Austria  | SL    | Anna Swenn Larsson        | Marina Wallner            | Susanne Weinbuchner       |
| 19 febbraio 2017 | Crans-Montana                | Svizzera | DH    | Laura Pirovano            | Sabrina Maier             | Dajana Dengscherz         |
| 20 febbraio 2017 | Crans-Montana                | Svizzera | DH    | Sabrina Maier             | Laura Pirovano            | Kristin Lysdahl           |
| 20 febbraio 2017 | Crans-Montana                | Svizzera | KB    | Rosina Schneeberger       | Federica Sosio            | Nadine Fest               |
| 22 febbraio 2017 | Sarentino                    | Italia   | SG    | Nina Ortlieb              | Nadine Fest               | Kristina Riis-Johannessen |
| 25 febbraio 2017 | Sarentino                    | Italia   | DH    | Lisa Hörnblad             | Kristina Riis-Johannessen | Sabrina Maier             |
| 17 marzo 2017    | San Candido                  | Italia   | GS    | Elisabeth Kappaurer       | Katharina Liensberger     | Jessica Hilzinger         |
| 19 marzo 2017    | San Candido                  | Italia   | SL    | Camille Rast              | Anne-Sophie Barthet       | Julia Dygruber            |

Legenda:

DH = discesa libera

SG = supergigante

GS = slalom gigante

SL = slalom speciale

KB = combinata

PR = slalom parallelo

### Classifiche

#### Generale
| Pos. | Nome                      | Nazione  | Punti |
| ---- | ------------------------- | -------- | ----- |
| 1    | Kristina Riis-Johannessen | Norvegia | 1206  |
| 2    | Kristin Lysdahl           | Norvegia | 1092  |
| 3    | Nadine Fest               | Austria  | 910   |
| 4    | Laura Pirovano            | Italia   | 750   |
| 5    | Sabrina Maier             | Austria  | 650   |
| 6    | Elisabeth Kappaurer       | Austria  | 624   |
| 7    | Katharina Gallhuber       | Austria  | 618   |
| 8    | Jessica Hilzinger         | Germania | 594   |
| 9    | Camille Rast              | Svizzera | 591   |
| 10   | Katharina Liensberger     | Austria  | 569   |

#### Discesa libera
| Pos. | Nome                      | Nazione  | Punti |
| ---- | ------------------------- | -------- | ----- |
| 1    | Sabrina Maier             | Austria  | 420   |
| 2    | Laura Pirovano            | Italia   | 377   |
| 3    | Christina Ager            | Austria  | 375   |
| 4    | Kristin Lysdahl           | Norvegia | 318   |
| 5    | Kristina Riis-Johannessen | Norvegia | 298   |

#### Supergigante
| Pos. | Nome                      | Nazione  | Punti |
| ---- | ------------------------- | -------- | ----- |
| 1    | Nadine Fest               | Austria  | 344   |
| 2    | Kristina Riis-Johannessen | Norvegia | 316   |
| 3    | Anna Hofer                | Italia   | 230   |
| 4    | Dajana Dengscherz         | Austria  | 218   |
| 5    | Rosina Schneeberger       | Austria  | 209   |

#### Slalom gigante
| Pos. | Nome                      | Nazione  | Punti |
| ---- | ------------------------- | -------- | ----- |
| 1    | Kristin Lysdahl           | Norvegia | 540   |
| 2    | Jessica Hilzinger         | Germania | 414   |
| 3    | Elisabeth Kappaurer       | Austria  | 394   |
| 4    | Kristina Riis-Johannessen | Norvegia | 375   |
| 5    | Katharina Liensberger     | Austria  | 359   |

#### Slalom speciale
| Pos. | Nome                | Nazione  | Punti |
| ---- | ------------------- | -------- | ----- |
| 1    | Anna Swenn Larsson  | Svezia   | 516   |
| 2    | Katharina Gallhuber | Austria  | 445   |
| 3    | Marina Wallner      | Germania | 421   |
| 4    | Chiara Mair         | Austria  | 382   |
| 5    | Camille Rast        | Svizzera | 287   |

#### Combinata
| Pos. | Nome                      | Nazione  | Punti |
| ---- | ------------------------- | -------- | ----- |
| 1    | Nadine Fest               | Austria  | 220   |
| 2    | Rosina Schneeberger       | Austria  | 180   |
| 3    | Kristina Riis-Johannessen | Norvegia | 164   |
| 4    | Federica Sosio            | Italia   | 136   |
| 5    | Franziska Gritsch         | Austria  | 95    |